# Chlorophytum chelindaense
Chlorophytum chelindaense är en sparrisväxtart som beskrevs av Shakkie Kativu och Inger Nordal. Chlorophytum chelindaense ingår i släktet ampelliljor, och familjen sparrisväxter. Inga underarter finns listade i Catalogue of Life.